# Peter Locher
Peter Locher (* 21. Juni 1944 in Oberegg AI) ist ein Schweizer Rechtswissenschaftler.

## Leben
Peter Locher war nach der Promotion 1975 zum Dr. iur. und der Habilitation 1983 im Fach Steuerrecht von 1983 bis 2006 Ordinarius für Steuerrecht an der Rechts- und wirtschaftswissenschaftlichen Fakultät der Universität Bern und Direktor des Instituts für Steuerrecht; Lehrveranstaltungen zum bernischen und zum gesamten Bundessteuerrecht sowie zum interkantonalen und internationalen Steuerrecht.

## Schriften (Auswahl)
- Grenzen der Rechtsfindung im Steuerrecht. Stämpfli, Bern 1983, ISBN 3-7272-0128-2 (zugleich Habilitationsschrift).
- Einführung in das interkantonale Steuerrecht. Unter Berücksichtigung des Steuerharmonisierungs- und des bernischen sowie des tessinischen Steuergesetzes. 4. Auflage, Bern 2015, ISBN 978-3-7272-8694-0.
- System des schweizerischen Steuerrechts. 7. Auflage, Zürich 2016, ISBN 3-7255-7187-2.
- Einführung in das internationale Steuerrecht der Schweiz. 3. Auflage, Stämpfli, Bern 2005, ISBN 978-3-7272-0786-0.
- Kommentar zum DBG: Bundesgesetz über die direkte Bundessteuer:
  - Teil: 1., Art. 1–48 DBG: Allgemeine Bestimmungen, Besteuerung der natürlichen Personen. Verlag für Recht und Gesellschaft, Basel 2001, ISBN 978-3-7190-3657-7.
  - Teil: 2., Art. 49–101 DBG: Besteuerung der juristischen Personen, Quellensteuer für natürliche und juristische Personen. Verlag für Recht und Gesellschaft, Basel 2004, ISBN 978-3-7190-3658-4.
  - Teil: 3., Art. 102–222 DBG, Verlag für Recht und Gesellschaft, Basel 2015, ISBN 978-3-7190-3639-3.